# Kaoru Fukuda
Kaoru Fukuda (japanisch 福田 薫, Fukuda Kaoru;* 4. Oktober 1955) ist ein ehemaliger japanischer Eisschnellläufer.
Fukuda nahm von 1973 bis 1981 an nationalen Wettbewerben teil und erreichte im Jahr 1977 mit dem zweiten Platz im Sprint-Mehrkampf seine beste Platzierung bei japanischen Meisterschaften. International kam er in der Saison 1979/80 bei der 3-Bahnen-Tournee in Innsbruck auf den zweiten Platz über 500 m und bei der Sprintweltmeisterschaft 1980 in West Allis auf den 20. Rang. Bei seiner einzigen Teilnahme an Olympischen Winterspielen im Februar 1980 in Lake Placid belegte er den 19. Platz über 1000 m und den 14. Rang über 500 m.

## Persönliche Bestleistungen
| Disziplin | Zeit         | Datum             | Ort         |
| --------- | ------------ | ----------------- | ----------- |
| 500 m     | 37,65 s      | 23. März 1977     | Almaty      |
| 1000 m    | 1:17,56 min  | 12. Januar 1980   | Davos       |
| 1500 m    | 2:03,57 min  | 19. Dezember 1980 | Fujiyoshida |
| 5000 m    | 7:59,17 min  | 19. Februar 1981  | Kawakami    |
| 10.000 m  | 17:22,80 min | 24. Februar 1976  | Shibukawa   |